# Ciudades federales de Rusia
Una ciudad federal o ciudad de importancia federal (en ruso: Город федерального значения) es una entidad subnacional rusa dentro de la cual se clasifica a una ciudad que posee, de este modo, un estatus tanto de localidad habitada como de sujeto federal.
La Federación de Rusia está dividida en 89 sujetos federales, de los cuales dos —Moscú y San Petersburgo— son ciudades federales. Sebastopol, ubicado en la península de Crimea, es la ciudad federal más nueva, ubicada en la disputada región de Crimea, que fue anexada por la Federación Rusa en 2014.
| Mapa # | Código | Código ISO 3166-2               | Nombre          | Bandera | Escudo de armas | Distrito federal | Región económica | Área (km²) | Población (2014 est.) |
| ------ | ------ | ------------------------------- | --------------- | ------- | --------------- | ---------------- | ---------------- | ---------- | --------------------- |
| 1      | 77     | RU-MOW                          | Moscú           |         |                 | Central          | Central          | 1100       | 12.111.194            |
| 2      | 78     | RU-SPE                          | San Petersburgo |         |                 | Noroeste         | Noroeste         | 1439       | 5.131.967             |
| 3      | 92     | Ninguno (Rusia) UA-40 (Ucrania) | Sebastopol      |         |                 | Sur              | Cáucaso Norte    | 864        | 436,670               |